# Плавання на Чемпіонаті Європи з водних видів спорту 2022 — 800 метрів вільним стилем (жінки)
Змагання з плавання на дистанції 800 метрів вільним стилем серед жінок на Чемпіонаті Європи з водних видів спорту 2022 відбулися 11 (попередні запливи) та 12 серпня (фінал).

## Рекорди
На момент проведення змагань рекорди були такими:
|                           | Спортсмен         | Країна          | Час     | Місто          | Дата           |
| ------------------------- | ----------------- | --------------- | ------- | -------------- | -------------- |
| Світовий рекорд           | Кейті Ледекі      | США             | 8:04.79 | Ріо-де-Жанейро | 12 серпня 2016 |
| Рекорд Європи             | Ребекка Едлінгтон | Велика Британія | 8:14.10 | Пекін          | 16 серпня 2008 |
| Рекорд чемпіонатів Європи | Язмін Карлін      | Велика Британія | 8:15.54 | Берлін         | 21 серпня 2014 |

## Результати

### Попередні запливи[2]
| Місце | Доріжка | Спортсменка | Країна                       | Час               | Примітки |   |
| ----- | ------- | ----------- | ---------------------------- | ----------------- | -------- | - |
| 1     | 3       | 4           | Сімона Квадарелла            | Італія            | 8:23.46  | Q |
| 2     | 2       | 4           | Ізабель Марі Ґозе            | Німеччина         | 8:30.01  | Q |
| 3     | 3       | 5           | Мерве Тунджель               | Туреччина         | 8:31.12  | Q |
| 4     | 3       | 3           | Мартіна Караміньйолі         | Італія            | 8:33.25  | Q |
| 5     | 3       | 6           | Таміла Голуб                 | Португалія        | 8:34.25  | Q |
| 6     | 2       | 6           | Паула Отеро                  | Іспанія           | 8:35.60  | Q |
| 7     | 2       | 5           | Деніз Ертан                  | Туреччина         | 8:36.27  | Q |
| 8     | 2       | 3           | Леоні Бек                    | Німеччина         | 8:36.43  | Q |
| 9     | 2       | 2           | Ангела Мартінез              | Іспанія           | 8:39.32  |   |
| 10    | 3       | 8           | Імані де Йонґ                | Нідерланди        | 8:40.48  |   |
| 11    | 2       | 7           | Беттіна Фабіан               | Угорщина          | 8:40.83  |   |
| 12    | 2       | 8           | Алісі Пізан                  | Бельгія           | 8:44.88  |   |
| 13    | 3       | 1           | Пауліна П'єхота              | Польща            | 8:45.19  |   |
| 14    | 3       | 7           | Діана Дурайнш                | Португалія        | 8:47.42  |   |
| 15    | 3       | 2           | Селін Рідер                  | Німеччина         | 8:47.43  |   |
| 16    | 3       | 9           | Лусі Анке                    | Бельгія           | 8:48.44  |   |
| 17    | 2       | 1           | Клаудіа Тарасєвіч            | Польща            | 8:50.65  |   |
| 18    | 2       | 9           | Лена Опатріл                 | Австрія           | 8:54.66  |   |
| 19    | 1       | 5           | Грейс Годжінс                | Ірландія          | 8:57.87  |   |
| 20    | 1       | 3           | Ноемі Фрейманн               | Швейцарія         | 8:59.60  |   |
| 21    | 3       | 0           | Дуру Танріверді              | Туреччина         | 9:00.48  |   |
| 22    | 2       | 0           | Тільда Халл                  | Швеція            | 9:01.63  |   |
| 22    | 1       | 4           | Жанет Ангелова               | Болгарія          | 9:13.74  |   |
| 24    | 1       | 6           | Вар Ерлінгсдоттір Ейдесгаард | Фарерські острови | 9:18.49  |   |
| 25    | 1       | 2           | Сара Данде                   | Албанія           | 9:55.43  |   |

### Фінал[3]
| Місце | Доріжка | Спортсменка          | Країна     | Час     | Примітки |
| ----- | ------- | -------------------- | ---------- | ------- | -------- |
| 1     | 4       | Сімона Квадарелла    | Італія     | 8:20.54 |          |
| 2     | 5       | Ізабель Марі Ґозе    | Німеччина  | 8:22.01 |          |
| 3     | 3       | Мерве Тунджель       | Туреччина  | 8:24.33 |          |
| 4     | 1       | Деніз Ертан          | Туреччина  | 8:24.94 |          |
| 5     | 6       | Мартіна Караміньйолі | Італія     | 8:31.30 |          |
| 6     | 2       | Таміла Голуб         | Португалія | 8:36.36 |          |
| 7     | 7       | Паула Отеро          | Іспанія    | 8:36.51 |          |
| 8     | 8       | Леоні Бек            | Німеччина  | 8:39.04 |          |